# Грудзинський Михайло Едуардович
Грудзинський Михайло Едуардович (нар. 1914, Харків — 1972, Алма-Ата) — Заслужений тренер СРСР з альпінізму, ст. інструктор альпінізму. Інженер за освітою.
Альпінізмом почав займатися в 1936 р., здійнивши сходження на пік Ерцог в Домбаї. 1938 р. — закінчив Українську школу інструкторів альпінізму. Воював на Південно-Західному фронті. Нагороджений чотирма медалями. Після поранення і демобілізації в 1943 р., дізнавшись, що  М. Т. Погребецький організував Військову школу гірської підготовки, приїхав до нього і був зарахований на посаду нач. штабу школи. З 1946 р. Військова школа стає Республіканською по підготовці інструкторів альпінізму. М. Е. Грудзинский продовжує працювати в школі.
Паралельно вів велику дослідницьку роботу зі спортивного освоєння районів Північного Тянь-Шаню. Під його керівництвом було проведено 11 різних дослідницько-спортивних експедицій. 1952—1954 рр. — М. Грудзинский очолює відділ альпінізму Казахського Спорткомітету. Потім переходить на роботу в Республіканський альпклуб і стає його беззмінним ст. інструктором. 1953—1971 рр. — М. Е. Грудзинский працював Уповноваженим Федерації альпінізму Спорткомітету СРСР по гірських районах.